# Camferine
Camferine er en håndcreme, der er udviklet af FDB og sælges i COOPs forretninger. Cremen blev opfundet af direktøren for FDBs fabrikker i Viby J, Peder Grønborg, omkring 1950, efter at han havde prøvet et lignende produkt i Holland. Cremen, der lindrer problemer med eksem og tør eller sprukken hud, indeholder bl.a. glycerin, alkohol, kamfer, stearylsyre og stearylalkohol.